# Dendrobium ou-hinnae
Dendrobium ou-hinnae är en orkidéart som beskrevs av Rudolf Schlechter. Dendrobium ou-hinnae ingår i släktet Dendrobium, och familjen orkidéer. Inga underarter finns listade i Catalogue of Life.